# آخر الشهود
آخر الشهود هو عمل توثيقي على شكل مقالات أدبية تتضمّن شهادات حقيقية لأشخاص عايشوا الحرب العالمية الثانية وهم أطفال، كتبته الكاتبة والصحفية البيلاروسية سفيتلانا أليكسييفيتش، ونُشر لأول مرة عام 1985. يجمع الكتاب روايات شخصية لأطفال شهدوا أهوال الحرب، ويقدمها بعد مرور عقود من الزمن، بصوت هؤلاء الذين أصبحوا بالغين، لكنهم لا يزالون يحملون في ذاكرتهم آثار الطفولة المدمَّرة. بأسلوبها الفريد القائم على التاريخ الشفوي، تمنح أليكسييفيتش لهؤلاء "الشهود الصغار" صوتًا إنسانيًا مؤلمًا، بعيدًا عن الخطابات الرسمية أو السرد البطولي للحرب.
الكتاب جزء من مشروعها الأدبي الأوسع الذي يُعنى بالحياة اليومية تحت ظل المآسي الكبرى، والذي نالت بفضله جائزة نوبل في الأدب عام 2015.

## أصل الكتاب
قامت سفيتلانا أليكسييفيتش في كتاب "آخر الشهود" بجمع روايات قصيرة لشهود عيان نجوا من الحرب، وكانوا في مرحلة الطفولة أثناء اجتياح القوات الألمانية لبيلاروسيا، كانت تتراوح أعمارهم آنذاك بين 4 و14 عامًا. توثق هذه الشهادات تجارب عاشها الأطفال في ظروف استثنائية وقاسية خلال ما يُعرف بالحرب الوطنية العظمى (وهي التسمية السوفيتية للحرب العالمية الثانية).
الذكريات التي ينقلها الكتاب غالبًا ما تكون مجزأة أو غير مكتملة، لكنها تُظهر بشكل مؤلم أن "هؤلاء الأطفال شهدوا وذاقوا أهوالاً لا يجوز لأي إنسان أن يراها أو يعيشها، فكيف إذا كان طفلًا؟".
نُشر الكتاب لأول مرة عام 1985، ويُعدّ الجزء الثاني من سلسلة "أصوات اليوتوبيا" الوثائقية، التي تتناول تجارب إنسانية من قلب الكوارث التاريخية الكبرى. بينما كان الجزء الأول من هذه السلسلة هو كتاب "الحرب لا تملك وجهًا أنثويًا"، الذي سلّط الضوء على دور النساء في الحرب، فإن "آخر الشهود" يركّز على الأطفال الذين عاشوا الحرب ونجوا منها، وتُروى قصصهم من خلال مقابلات معهم كبالغين.
استُخدم هذا الكتاب لاحقًا كمرجع لفيلم وثائقي بعنوان "أطفال الحرب: آخر الشهود" (2009)، من إخراج أليكسي كيتايف وتأليف ليودميلا رومانينكو وأليكسييفيتش. كما ألهم المؤلف الموسيقي فلاديمير ماغداليتس لتأليف سيمفونية جنائزية (ريكويم) بعنوان "آخر الشهود".

## اقتباس
«كان لدينا دجاجتان. وعندما كنا نقول لهما: "اصمتا، الألمان!"، لم تطلقا أي صوت. كانتا تجلسان بهدوء تام معنا تحت السرير دون أن تصدرا أي حركة. وعندما رأيت لاحقًا دجاجًا مدرّبًا في السيرك، لم أكن أندهش أبدًا.»
– ناديا غورباتشوفا، ٧ سنوات.